# 路德會聖馬太學校
路德會聖馬太學校（英語：St. Matthew's Lutheran School），位於香港觀塘區牛頭角下邨，是一所香港政府資助男女小學，創立於1969年3月3日，是路德會第一間津貼學校，於2008年併入從此校分拆之路德會聖馬太學校（秀茂坪）。

## 歷史
此校由1969年創校至2002年，分為上、下午校。
因應政府推展小學全日制政策，加上牛頭角下邨（二區）原訂於2004年按整體重建計劃拆卸重建，此校於2000年申請校舍分拆，並獲批一座位於秀茂坪邨的千禧校舍。隨著該校舍於2002年建成啟用，上午校隨即遷入，並改名為路德會聖馬太學校（秀茂坪），而下午校以舊名在原址繼續辦學，並於隨後另行申請校舍重置。
因未獲分配新校舍，加上最終重建時間定為2009年，辦學團體遂安排此校於2008年9月1日全面併入秀茂坪校繼續辦學。此前，此校於2005/06學年起，由原來的兩班小一減至只收一班，為合併作準備。
於2008年7月12日下午，是路德會聖馬太學校最後開放日。下午4時，學校開放給公眾人士參觀，大量舊生回到學校。學校的6樓更展出大量文物給大家參觀。約下午6時，路德會聖馬太學校歷史性的響起最後一次鐘聲，標誌著路德會聖馬太學校舊校址39年的歷史任務正式結束。

## 校政管理

### 歷任校監
- 潘文熙 博士
- 陳明正 先生[8]
- 葉泰昌 先生[9]
- 陳聖光 先生[10]（？-2008年，末任校監）

### 歷任校長[11]

#### 上午校
- 朱泰和 先生（1969年-1970年，創校校長，後調至同系其他小學）
- 容紹新 先生（1975年-1999年）（原下午校校長；2014年逝世）
- 馬和生 先生（1999年-2002年，後連同上午校一併分拆）[10]

#### 下午校
- 容紹新 先生（1971年-1975年）（後改任上午校校長）
- 馮福根 先生（1975年-1997年）[8]
- 趙小芸 女士（1997年-2008年，末任校長，合併後調任同系梁鉅鏐小學校長）[12]

## 著名/傑出校友
- 馬溱禧（Heily Ma）：香港模特兒兼警訊演員

## 註解
1. ↑  若不考慮創校時的資助模式，創於1954年、至1972年才接受津貼的路德會梁鉅鏐小學，為該會首間津貼小學。